# Да, министре
Да, министре (енгл. Yes Minister) је британски политичко-сатирични ситком који су написали Ентони Џеј и Џонатан Лин. Састоји се од три серијала са по седам епизода, а први пут је емитована на каналу BBC2 од 1980. до 1984. године. Наставак, Да, премијеру (енгл. Yes, Prime Minister), емитован је у 16 епизода од 1986. до 1988. године. Све осим једне епизоде трајале су пола сата, и скоро све су се завршавале варијацијом наслова серије, изговореном као одговор на питање које је поставио министар (касније премијер) Џим Хакер. Неколико епизода је адаптирано за BBC Radio; серија је такође изнедрила позоришну представу 2010. године, што је довело до нове телевизијске серије на каналу Gold 2013. године.
Радња серије Да, министре смештена је углавном у приватну канцеларију британског министра у измишљеном Министарству за административне послове у Вајтхолу и прати министарску каријеру Џима Хакера, кога игра Пол Едингтон. Његовим разним покушајима да формулише и спроведе политику или утиче на промене у министарству супротставља се британска државна служба, посебно његов стални секретар, сер Хамфри Еплби, кога игра Најџел Хоторн. Његов главни лични секретар Бернард Вули, кога игра Дерек Фоулдс, обично је ухваћен између њих двојице. Наставак, Да, премијеру, настављен је са истом глумачком поставом и пратио је Хакера након његовог неочекиваног доласка на функцију премијера.
Снимљено је 21 получасовна епизода у три сезоне (серијала), двоминутни божићни скеч у емисији The Funny Side of Christmas, и једносатни божићни специјал серије Да, министре. Снимљено је 16 епизода у две сезоне (серијала) серије Да, премијеру, што чини укупан број пуних епизода 38.
Серија је добила неколико награда БАФТА, а 2004. године је изгласана за шесту у анкети Britain's Best Sitcom. Била је омиљени телевизијски програм тадашње британске премијерке Маргарет Тачер. Серија је такође била велики хит на станицама Public Broadcasting System (PBS) широм Сједињених Држава.

## Радња
Серија почиње након општих избора на којима је владајућа странка поражена од опозиционе странке, којој припада посланик Џим Хакер. Његова партијска припадност се никада не наводи, амблем његове странке очигледно није ни конзервативан ни лабуристички, а политичка боја његове странке је бела. Премијер нуди Хакеру место министра за административне послове, што он прихвата. Хакер одлази у своје министарство и упознаје свог сталног секретара, сера Хамфрија Еплбија, и главног личног секретара, Бернарда Вулија.
Иако је Еплби наизглед пун поштовања према новом министру, спреман је да по сваку цену брани статус кво. Хакер и политике његове странке о смањењу бирократије дијаметрално су супротне интересима државне службе, у којој се број запослених и буџети сматрају мерилима успеха (тј. што више средстава или особља једно министарство добије, то се сматра успешнијим). Вули је наклоњен Хакеру, али како га Еплби подсећа, Вулијеви надређени у државној служби, укључујући Еплбија, имаће много тога да кажу о току његове будуће каријере, док министри обично не остају дуго у једном министарству и немају утицаја на препоруке за запошљавање у државној служби.
Многе епизоде се врте око предлога које подржава Хакер, али их осујећује Еплби, који користи низ паметних стратегија да порази министарске предлоге док наизглед изгледа да их подржава. Друге епизоде се врте око предлога које промовише Еплби, али их Хакер одбија, а које Еплби покушава свим средствима да убеди Хакера да прихвати. Повремено удружују снаге како би постигли заједнички циљ, као што је спречавање затварања њиховог министарства или решавање дипломатског инцидента.
Пошто се серија врти око унутрашњег функционисања централне владе, већина сцена се одвија на приватним локацијама, као што су канцеларије и ексклузивни клубови за чланове. Лин је рекао да „није било ниједне сцене смештене у Дому комуна јер се влада не одвија у Дому комуна. Нека политика и много позоришта се тамо дешава. Влада се дешава у приватности. Као и у свим јавним наступима, прави посао се обавља на пробама, иза затворених врата. Онда се јавности и Дому показује оно што влада жели да они виде.” Међутим, епизода „The Compassionate Society” садржи аудио снимак емисије Јуче у парламенту у којој Хакер говори у Дому комуна, а друге епизоде укључују сцене у канцеларији министра спољних послова у Дому комуна („The Writing on the Wall”) и у сали за састанке („A Question of Loyalty”).... Измишљено Министарство за административне послове је главно место радње серије. У „The Skeleton in the Cupboard”, Вули помиње да је Министарство основано 1964. године заједно са Министарством за економске послове (главна инспирација за Министарство за административне послове). У „Open Government”, Министарство је названо „политичким гробљем”, а Хакерово именовање за министра за административне послове вероватно је казна за вођење кампање за лидерску позицију против новог премијера док је њихова странка била у опозицији. Као одговорно за надзор над администрацијом других владиних министарстава, владиним архивама, набавком канцеларијске опреме и спровођењем директива Европске економске заједнице, служи као средство за истраживање различитих политичких тема, као што су спољна политика, образовање, животна средина, здравство, одбрана, Европа, међународна трговина, локална самоуправа, инфраструктура и национална безбедност. У „The Death List”, Министарство се помиње као одговорно за владину опрему за надзор. Министарство је добило и друге одговорности кроз реконструкције министарстава, наиме уметност (мада као трик да се спречи Хакер да затвори уметничку галерију у својој изборној јединици како би спасао локални фудбалски тим од банкрота). Министарство је такође добило одговорност за спровођење политика или програма којима ниједно друго министарство не би хтело да се бави због њихове непопуларности или било каквих других последица, као у „The Bed of Nails” када је Хакер постављен за Врховног комесара за саобраћај и добио одговорност за интегрисани програм транспорта јер Министарство саобраћаја није желело да изазове гнев било ког угроженог сектора....

## Ликови
| Лик                            | Да, министре | Да, министре | Да, министре | Да, министре | Да, министре | Да, министре | Да, министре | Да, министре | Да, министре | Да, министре | Да, министре | Да, министре | Да, министре | Да, министре | Да, министре | Да, министре | Да, министре | Да, министре | Да, министре | Да, министре | Да, министре | Да, министре | Да, премијеру | Да, премијеру | Да, премијеру | Да, премијеру | Да, премијеру | Да, премијеру | Да, премијеру | Да, премијеру | Да, премијеру | Да, премијеру | Да, премијеру | Да, премијеру | Да, премијеру | Да, премијеру | Да, премијеру | Да, премијеру |    |
| Лик                            | Серија 1     | Серија 1     | Серија 1     | Серија 1     | Серија 1     | Серија 1     | Серија 1     | Серија 2     | Серија 2     | Серија 2     | Серија 2     | Серија 2     | Серија 2     | Серија 2     | Серија 3     | Серија 3     | Серија 3     | Серија 3     | Серија 3     | Серија 3     | Серија 3     | Специјал     | Серија 1      | Серија 1      | Серија 1      | Серија 1      | Серија 1      | Серија 1      | Серија 1      | Серија 1      | Серија 2      | Серија 2      | Серија 2      | Серија 2      | Серија 2      | Серија 2      | Серија 2      | Серија 2      |    |
| Лик                            | 1            | 2            | 3            | 4            | 5            | 6            | 7            | 1            | 2            | 3            | 4            | 5            | 6            | 7            | 1            | 2            | 3            | 4            | 5            | 6            | 7            | Специјал     | 1             | 2             | 3             | 4             | 5             | 6             | 7             | 8             | 1             | 2             | 3             | 4             | 5             | 6             | 7             | 8             |    |
| ------------------------------ | ------------ | ------------ | ------------ | ------------ | ------------ | ------------ | ------------ | ------------ | ------------ | ------------ | ------------ | ------------ | ------------ | ------------ | ------------ | ------------ | ------------ | ------------ | ------------ | ------------ | ------------ | ------------ | ------------- | ------------- | ------------- | ------------- | ------------- | ------------- | ------------- | ------------- | ------------- | ------------- | ------------- | ------------- | ------------- | ------------- | ------------- | ------------- | -- |
| Џим Хакер                      | Да           | Да           | Да           | Да           | Да           | Да           | Да           | Да           | Да           | Да           | Да           | Да           | Да           | Да           | Да           | Да           | Да           | Да           | Да           | Да           | Да           | Да           | Да            | Да            | Да            | Да            | Да            | Да            | Да            | Да            | Да            | Да            | Да            | Да            | Да            | Да            | Да            | Да            |    |
| Сер Хамфри Еплби               | Да           | Да           | Да           | Да           | Да           | Да           | Да           | Да           | Да           | Да           | Да           | Да           | Да           | Да           | Да           | Да           | Да           | Да           | Да           | Да           | Да           | Да           | Да            | Да            | Да            | Да            | Да            | Да            | Да            | Да            | Да            | Да            | Да            | Да            | Да            | Да            | Да            | Да            |    |
| Бернард Вули                   | Да           | Да           | Да           | Да           | Да           | Да           | Да           | Да           | Да           | Да           | Да           | Да           | Да           | Да           | Да           | Да           | Да           | Да           | Да           | Да           | Да           | Да           | Да            | Да            | Да            | Да            | Да            | Да            | Да            | Да            | Да            | Да            | Да            | Да            | Да            | Да            | Да            | Да            |    |
| Ени Хакер                      | Да           | Не           | Да           | Да           | Не           | Да           | Не           | Не           | Не           | Да           | Не           | Да           | Не           | Не           | Да           | Не           | Не           | Да           | Не           | Да           | Не           | Да           | Да            | Не            | Не            | Не            | Да            | Не            | Да            | Да            | Не            | Не            | Да            | Не            | Да            | Да            | Да            | Не            |    |
| Државни службеници             |              |              |              |              |              |              |              |              |              |              |              |              |              |              |              |              |              |              |              |              |              |              |               |               |               |               |               |               |               |               |               |               |               |               |               |               |               |               |    |
| Сер Арнолд Робинсон            | Да           | Не           | Не           | Не           | Не           | Не           | Не           | Не           | Да           | Не           | Не           | Да           | Не           | Не           | Да           | Да           | Не           | Не           | Да           | Не           | Да           | Да           | Не            | Не            | Не            | Не            | Да            | Не            | Не            | Да            | Да            | Не            | Не            | Не            | Да            | Не            | Да            | Не            |    |
| Сер Фредерик Стјуарт           | Не           | Да           | Да           | Не           | Да           | Да           | Не           | Не           | Не           | Не           | Не           | Не           | Не           | Не           | Не           | Не           | Не           | Не           | Не           | Не           | Не           | Не           | Не            | Не            | Не            | Не            | Не            | Не            | Не            | Не            | Не            | Не            | Не            | Не            | Не            | Не            | Не            | Не            |    |
| Сер Ијан Вичерч                | Не           | Не           | Не           | Не           | Не           | Не           | Не           | Да           | Не           | Не           | Не           | Не           | Не           | Не           | Не           | Не           | Не           | Не           | Не           | Не           | Да           | Не           | Не            | Не            | Да            | Не            | Не            | Не            | Не            | Не            | Не            | Не            | Не            | Не            | Не            | Не            | Не            | Не            |    |
| Сер Френк Гордон               | Не           | Не           | Не           | Не           | Не           | Не           | Не           | Не           | Не           | Не           | Не           | Не           | Да           | Не           | Не           | Не           | Не           | Не           | Не           | Не           | Не           | Не           | Не            | Не            | Да            | Да            | Да            | Не            | Не            | Не            | Не            | Не            | Не            | Да            | Не            | Не            | Не            | Не            |    |
| Сер Ричард Вортон              | Не           | Не           | Не           | Не           | Не           | Не           | Не           | Не           | Не           | Не           | Не           | Не           | Не           | Не           | Не           | Не           | Не           | Не           | Не           | Не           | Не           | Не           | Не            | Не            | Не            | Не            | Не            | Да            | Да            | Не            | Не            | Не            | Не            | Не            | Не            | Не            | Не            | Не            |    |
| Бил Причард                    | Не           | Да           | Не           | Не           | Не           | Не           | Не           | Не           | Не           | Не           | Не           | Не           | Да           | Не           | Не           | Не           | Не           | Да           | Не           | Не           | Не           | Не           | Не            | Не            | Не            | Не            | Не            | Не            | Не            | Не            | Не            | Да            | Не            | Не            | Не            | Да            | Не            | Не            |    |
| Малком Ворен                   | Не           | Не           | Не           | Не           | Не           | Не           | Не           | Не           | Не           | Не           | Не           | Не           | Не           | Не           | Не           | Не           | Не           | Не           | Не           | Не           | Не           | Не           | Да            | Да            | Не            | Не            | Не            | Не            | Не            | Не            | Не            | Не            | Не            | Не            | Не            | Не            | Не            | Не            |    |
| Др Ричард Картрајт             | Не           | Не           | Не           | Не           | Не           | Не           | Не           | Не           | Не           | Не           | Не           | Не           | Не           | Не           | Не           | Да           | Да           | Не           | Не           | Не           | Не           | Не           | Не            | Не            | Не            | Не            | Не            | Не            | Не            | Не            | Не            | Не            | Не            | Не            | Не            | Не            | Не            | Не            |    |
| Политички саветници            |              |              |              |              |              |              |              |              |              |              |              |              |              |              |              |              |              |              |              |              |              |              |               |               |               |               |               |               |               |               |               |               |               |               |               |               |               |               |    |
| Френк Вајзел                   | Да           | Не           | Да           | Да           | Да           | Не           | Да           | Не           | Не           | Не           | Не           | Не           | Не           | Не           | Не           | Не           | Не           | Не           | Не           | Не           | Не           | Не           | Не            | Не            | Не            | Не            | Не            | Не            | Не            | Не            | Не            | Не            | Не            | Не            | Не            | Не            | Не            | Не            |    |
| Дороти Вејнрајт                | Не           | Не           | Не           | Не           | Не           | Не           | Не           | Не           | Не           | Не           | Не           | Не           | Не           | Не           | Не           | Не           | Не           | Не           | Не           | Не           | Не           | Не           | Не            | Не            | Не            | Да            | Да            | Не            | Не            | Не            | Не            | Не            | Не            | Да            | Да            | Да            | Да            | Не            |    |
| Сер Марк Спенсер               | Не           | Не           | Не           | Не           | Не           | Не           | Не           | Не           | Не           | Не           | Не           | Не           | Не           | Да           | Не           | Не           | Не           | Не           | Да           | Не           | Не           | Не           | Не            | Не            | Не            | Не            | Не            | Не            | Не            | Не            | Не            | Не            | Не            | Не            | Не            | Не            | Не            | Не            | Не |
| Остали                         |              |              |              |              |              |              |              |              |              |              |              |              |              |              |              |              |              |              |              |              |              |              |               |               |               |               |               |               |               |               |               |               |               |               |               |               |               |               |    |
| Сер Дезмонд Глејзбрук          | Не           | Не           | Не           | Не           | Не           | Не           | Да           | Не           | Не           | Не           | Не           | Не           | Да           | Не           | Не           | Не           | Не           | Не           | Не           | Не           | Не           | Не           | Не            | Не            | Не            | Не            | Не            | Не            | Не            | Не            | Не            | Не            | Не            | Да            | Не            | Не            | Не            | Не            |    |
| Фелдмаршал сер Гај Хауард      | Не           | Не           | Не           | Не           | Не           | Не           | Не           | Не           | Не           | Не           | Не           | Не           | Не           | Не           | Не           | Не           | Не           | Не           | Не           | Не           | Не           | Не           | Да            | Не            | Не            | Не            | Не            | Не            | Не            | Не            | Да            | Не            | Не            | Не            | Не            | Не            | Не            | Не            |    |
| Вик Гулд, шеф посланичке групе | Да           | Не           | Не           | Не           | Не           | Не           | Не           | Не           | Не           | Не           | Не           | Не           | Не           | Не           | Не           | Не           | Не           | Не           | Не           | Да           | Не           | Не           | Не            | Не            | Не            | Не            | Не            | Не            | Не            | Не            | Не            | Не            | Не            | Не            | Не            | Не            | Не            | Не            |    |
| Роберт Дагал                   | Не           | Да           | Не           | Не           | Не           | Не           | Не           | Да           | Не           | Не           | Да           | Не           | Не           | Не           | Не           | Не           | Не           | Не           | Не           | Не           | Не           | Не           | Не            | Не            | Не            | Не            | Не            | Не            | Не            | Не            | Не            | Не            | Не            | Не            | Не            | Не            | Не            | Не            |    |
| Лудовик Кенеди                 | Не           | Не           | Не           | Не           | Не           | Не           | Не           | Не           | Не           | Не           | Не           | Не           | Не           | Не           | Не           | Да           | Не           | Не           | Не           | Не           | Не           | Да           | Не            | Не            | Не            | Не            | Не            | Не            | Не            | Не            | Не            | Не            | Не            | Не            | Не            | Не            | Не            | Да            |    |
| Џорџ, возач                    | Не           | Не           | Не           | Да           | Не           | Не           | Да           | Да           | Да           | Не           | Не           | Да           | Не           | Не           | Не           | Не           | Не           | Не           | Не           | Не           | Не           | Не           | Не            | Не            | Не            | Не            | Не            | Не            | Не            | Не            | Не            | Не            | Не            | Не            | Не            | Не            | Не            | Не            |    |
| Лик                            | 1            | 2            | 3            | 4            | 5            | 6            | 7            | 1            | 2            | 3            | 4            | 5            | 6            | 7            | 1            | 2            | 3            | 4            | 5            | 6            | 7            | Специјал     | 1             | 2             | 3             | 4             | 5             | 6             | 7             | 8             | 1             | 2             | 3             | 4             | 5             | 6             | 7             | 8             |    |
| Лик                            | Серија 1     | Серија 1     | Серија 1     | Серија 1     | Серија 1     | Серија 1     | Серија 1     | Серија 2     | Серија 2     | Серија 2     | Серија 2     | Серија 2     | Серија 2     | Серија 2     | Серија 3     | Серија 3     | Серија 3     | Серија 3     | Серија 3     | Серија 3     | Серија 3     | Специјал     | Серија 1      | Серија 1      | Серија 1      | Серија 1      | Серија 1      | Серија 1      | Серија 1      | Серија 1      | Серија 2      | Серија 2      | Серија 2      | Серија 2      | Серија 2      | Серија 2      | Серија 2      | Серија 2      |    |
| Лик                            | Да, министре | Да, министре | Да, министре | Да, министре | Да, министре | Да, министре | Да, министре | Да, министре | Да, министре | Да, министре | Да, министре | Да, министре | Да, министре | Да, министре | Да, министре | Да, министре | Да, министре | Да, министре | Да, министре | Да, министре | Да, министре | Да, министре | Да, премијеру | Да, премијеру | Да, премијеру | Да, премијеру | Да, премијеру | Да, премијеру | Да, премијеру | Да, премијеру | Да, премијеру | Да, премијеру | Да, премијеру | Да, премијеру | Да, премијеру | Да, премијеру | Да, премијеру | Да, премијеру |    |

### Џим Хакер
Поштовани Џим Хакер, члан парламента (Пол Едингтон), касније уздигнут у Дом лордова као лорд Хакер од Ислингтона, био је уредник новина Реформа пре него што је ушао у политику. Провео је доста времена у парламенту на опозиционим клупама пре него што је његова странка победила на општим изборима, укључујући и функцију министра пољопривреде у сенци. У серији Да, министре, он је министар за административне послове (фиктивно министарство британске владе) и члан кабинета, а у серији Да, премијеру постаје премијер Уједињеног Краљевства. Хакер је дипломирао на Лондонска школа економије (са трећеразредном оценом), због чега га сер Хамфри, образован на Оксфорду (који је похађао „Бејли колеџ”, слабо прикривену алузију на стварни Бејлиол колеџ, где је дипломирао класичне науке са највишом оценом), често исмева. Његов почетни лик је ентузијастичан, али наиван политичар, који доноси велике промене у своје министарство. Ускоро, Хакер почиње да примећује да тактике државне службе спречавају спровођење његових планираних промена. Како учи, постаје лукавији и циничнији, користећи и сам неке од трикова државне службе. Док је сер Хамфри у почетку држао све адуте, Хакер с времена на време одигра свој адут и тако оствари понеку победу над сер Хамфријем.
Током серије Да, министре, Хакер је, у најгорем случају, приказан као неспретњаковић жељан публицитета, неспособан да донесе чврсту одлуку. Склон је потенцијално непријатним грешкама и честа је мета критика штампе и оштрих предавања шефа посланичке групе. Међутим, такође се показује као релативно политички мудар, и полако постаје свеснији стварних намера сер Хамфрија. У серији Да, премијеру, Хакер постаје државничкији. Вежба грандиозније говоре, смишља свој „Велики дизајн” и усавршава своје дипломатске вештине. Скоро сви ови напори га доводе у невоље. У интервјуу за Radio Times ради промоције серије Да, премијеру, Пол Едингтон је изјавио: „Он почиње да се сналази као човек од моћи, и почео је да збуњује оне који су мислили да ће моћи лако да манипулишу њиме.”

### Сер Хамфри Еплби
Сер Хамфри Еплби (Најџел Хоторн) током целе серије служи као стални секретар под својим министром, Џимом Хакером, у Министарству за административне послове. Именован је за секретара кабинета тачно када Хакерова странка улази у лидерску кризу, и кључан је за Хакерово уздизање на место премијера. Посвећен је одржавању статуса кво за земљу уопште, а посебно за државну службу. Сер Хамфри је мајстор замагљивања и манипулације, збуњујући своје противнике дугачким техничким жаргоном и перифразама, стратешки именујући савезнике у наводно непристрасне одборе, и оснивајући међуресорске комитете како би угушио предлоге свог министра у бирократској процедури. 
}}  Међутим, иако оставља утисак врхунске самоуверености и компетентности, сер Хамфри није имун на погрешне процене или отворене грешке. Када се такве грешке догоде, он се ослања на бирократију државне службе да га спасе.
У емисији Britain's Best Sitcom, Стивен Фрај коментарише да „волимо идеју кохерентности и артикулисаности сера Хамфрија... то је једна од ствари којима се радујете у епизоди Да, министре... када ће се десити велики говор? И могу ли да видим да ли чита са картице... стварно га је научио, и то је врхунски.” Дерек Фоулдс је забринутом Едингтону претпоставио да су ови говори разлог зашто је Хоторн освојио БАФТА награду за најбољу комичну улогу четири пута заредом, док Едингтон, иако номинован, није освојио ниједну.
Речит и опширан, често користи како своје мајсторство енглеског језика тако и своје познавање латинске и грчке граматике да збуни свог политичког господара и да замагли релевантна питања. У интервјуу за Radio Times ради промоције друге сезоне серије Да, премијеру, продуцент Сидни Лотерби је рекао да је увек покушавао да Едингтону и Хоторну да додатно време за пробе, јер су њихове сцене увек садржале дугачке дијалошке размене.

### Бернард Вули
Бернард Вули, магистар уметности (Оксон) (Дерек Фоулдс), је главни лични секретар Џима Хакера. Његова лојалност је често подељена између свог министра и свог шефа у државној служби, сера Хамфрија. Иако је теоретски лично одговоран Хакеру, у пракси је сер Хамфри тај који пише његове оцене о раду и утиче на његову каријеру у државној служби. Он обично добро решава ове ситуације и одржава своју репутацију у државној служби као „високолетач” за разлику од „нисколетача подржаног повременим налетима ветра”.
Вули увек брзо указује на физичке немогућности мешаних метафора сера Хамфрија или Хакера, са готово опсесивном педантношћу. Повремено може деловати прилично детињасто, правећи животињске звуке и гестове или глумећи како таква аналогија не може да функционише, што понекад иритира његовог министра. Вули има тенденцију да стане на страну Хакера када се најављују нове политике, јер делују радикално или демократски, само да би сер Хамфри указао на недостатке по статус кво и посебно по државну службу. Да би убедио Бернарда, сер Хамфри користи фразе као што су „варварство” и „почетак краја”. У тренуцима када сер Хамфри не успе да оствари своје, Вули се може видети како му се задовољно осмехује због његовог пораза. Док Хакер чека потврду свог унапређења на место премијера, он тражи од Вулија да му се придружи у Даунинг стриту као његов главни лични секретар, што сер Хамфри одобрава, чиме се трио одржава на окупу.
У ретроспективи из 2004. године, Армандо Јанучи је прокоментарисао да је Фоулдс имао тежак задатак јер је морао „већину времена да не говори ништа, али да изгледа заинтересовано за потпуне бесмислице свих осталих”, али „његова једна реплика је често морала бити најсмешнија од свих”. Јанучи сугерише да је Вули од суштинског значаја за структуру серије јер му се и Хакер и Еплби поверавају, „што значи да сазнајемо шта следеће спремају”.
Уредникова напомена у Комплетан Да, премијеру (наводно објављена 2024. након Хакерове смрти, али заправо објављена од стране BBC-ја 1989. године), захваљује се „серу Бернарду Вулију, витезу Великог крста Реда Бата” на помоћи и потврђује да је заиста доспео на положај шефа државне службе.

### Остали понављајући ликови
У серији се појављује низ понављајућих ликова.
- Френк Вајзел (често погрдно изговарано weasel - ласица) — игра га Нил Фицвилијам у телевизијској серији, док му у радијским адаптацијама глас позајмљује Бил Нај. Он је Хакеров борбени, идеалистички политички саветник у првој сезони. Мање скрупулозни Хакер га после неког времена сматра прилично заморним, док га сер Хамфри од самог почетка сматра апсолутно одвратним. У последњој сцени последње епизоде прве сезоне, Вајзел је послат на намерно дугачак светски истраживачки задатак да научи о квангоима како би се обезбедио низ политички спасоносних именовања у квангоима и спречило објављивање његове беле књиге о реформи квангоа. Не помиње се у каснијим сезонама.
- Дороти Вејнрајт, специјална саветница премијера, коју игра Дебора Нортон. Вејнрајт је много приземнија од Вајзела и ретко наседа на провокације. Такође, за разлику од Вајзела, она познаје трикове сер Хамфрија и у стању је да премијеру пружи тренутан и практичан савет како да заобиђе његове манипулације. Сер Хамфри је свестан тога и види је као претњу, а не као иритацију. Обично јој се обраћа снисходљиво са „Драга дамо”, уместо да користи њено име. Ранији премијерски саветници су се повремено појављивали у епизодама серије Да, министре, укључујући Данијела Мојнихана као Данијела Хјуза у „The Writing on the Wall” (1980) и Најџела Стока као сер Марка Спенсера у „Bed of Nails” (1982). У каснијој позоришној представи и телевизијској обнови из 2013. године, Хакерова млада саветница, Клер Сатон, имала је већу улогу од било ког од својих претходника.
- Хакер такође има портпарола, Била Причарда, кога игра Ентони Карик. Причард се појављује у укупно пет широко распоређених епизода, које обухватају обе серије. Други портпарол, Малком Ворен (кога игра Бери Стантон), појављује се у две епизоде прве сезоне серије Да, премијеру.

У међувремену, редовно су се појављивале и колеге сер Хамфрија из државне службе. Међу њима су:
- Сер Арнолд Робинсон (кога игра Џон Нетлтон), секретар кабинета у серији Да, министре и касније (након пензионисања из државне службе) председник Кампање за слободу информисања у серији Да, премијеру. Резервисани, достојанствени сер Арнолд је мајстор манипулације, коме се сер Хамфри често обраћа за савет, чак и након што се пензионише и нема разлога да посећује Вајтхол. На много начина, сер Арнолд делује као ментор сер Хамфрију, посебно зато што су двојица мушкараца очигледно из исте друштвене класе и деле многе исте политичке ставове и подржавају идеју да заправо државна служба води владу, а не министри. Као и сер Хамфри, и он носи кравату Бејлиол колеџа са Оксфорда.
- Сер Фредерик Стјуарт (кога игра Џон Савидент у телевизијској серији, док му у радијским адаптацијама глас позајмљује Питер Селијер), стални секретар Министарства спољних послова и Комонвелта, познат као „Џамбо” својим пријатељима. Пријатељски поверљив човек сер Хамфрија, али виђен само током прве сезоне.
- Сер Ијан Вичерч (кога игра Џон Барон), стални секретар Министарства здравља и социјалне заштите.
- Сер Ричард Вортон (кога игра Доналд Пикеринг), каснији стални секретар Министарства спољних послова и Комонвелта. Није познато да ли је директно заменио Џамба.
- Сер Френк Гордон, који се појављује и у Да, министре и у Да, премијеру као стални секретар Трезора (кога игра Питер Селијер). Можда једини државни службеник кога сер Хамфри сматра стварном претњом за сопствене каријерне амбиције, сер Френк је углађен, самоуверен, добро васпитан манипулатор који ради за своје циљеве.
- Сер Хамфри такође има старог познаника, сер Дезмонда Глејзбрука (кога игра Ричард Вернон), који је члан одбора, а затим председник Бартлетове банке. Глејзбрук је љубазно неодређен момак беспрекорне репутације, са врло мало стварног финансијског знања и без чврстих ставова о било чему. Хакер га је именовао за гувернера Банке Енглеске у епизоди Да, премијеру под називом „A Conflict of Interest”, како би избегао финансијски колапс Ситија.

Хакерова породица:
- Његова супруга, Ени Хакер (коју игра Дајана Ходинот), која се појављује у више епизода обе серије.
- Његова ћерка, Луси (коју игра Џери Каупер), која се на екрану појављује само у једној епизоди („The Right to Know”) као активисткиња за заштиту животне средине, али се повремено помиње током серије. У време серије Да, премијеру, она је студенткиња на Универзитет у Сасексу (који Хакер упоређује са кибуцом).
- У „Party Games”, Хакер имплицира да он и Ени имају више од једног детета, иако се то нигде другде не помиње.

Остали:
- Леди Еплби, супруга сер Хамфрија, помиње се повремено, виђена је само накратко с леђа (у некредитованој, немој улози) у „Big Brother”, и никада јој није дато име.
- Разни шефови посланичких група, који у Да, министре обично делују као „чувари капије” ка невидљивом премијеру. Првог шефа посланичке групе, Вика Гулда, играо је Едвард Џузбери у две епизоде Да, министре.[11] Гулд је првобитно замишљен као истакнутији лик у серији, јер су писци мислили да ће стално приморавати Хакера да спроводи политике непривлачне сер Хамфрију, и тако довести до већег сукоба. Брзо су схватили да је Гулдов лик углавном непотребан и да сукоби Хакер/сер Хамфри функционишу једнако добро и без њега. У „Party Games”, каснији шеф посланичке групе, кога игра Џејмс Грут и идентификован као „Џефри”, кује заверу са сер Хамфријем да обезбеди да Хакер постане премијер. У 2 епизоде Да, премијеру, Џефрија сада игра Питер Картрајт. (У романизацијама, лику је дато пуно име Џефри Пирсон.) Џефри је несвестан наводне завере у кабинету против премијера... јер је нема, а Хакер прати лажни траг који је поставио сер Хамфри.
- Хакеров возач, Џорџ (Артур Кокс), појавио се у пет епизода. Он је лик који је увек боље упућен у актуелна дешавања од министра — од празних болница НЗС до реконструкција кабинета. То често иритира Хакера који, када пита Џорџа одакле му информација, обично добије одговор да је то општепознато међу возачима у Вајтхолу.
- Том Сарџент (Роберт Уркарт), Хакеров претходник на месту министра за административне послове у претходној влади, појавио се једном у епизоди „Big Brother”. Он је Хакеру испричао о петостепеној техници одуговлачења државне службе и о белој књизи припремљеној за увођење заштитних мера за интегрисану владину базу података.
- Др Ричард Картрајт (кога игра Ијан Лавендер) је подсекретар у државној служби у Министарству за административне послове који показује велико знање о пословима локалне самоуправе и то знање дели са Хакером — на велико незадовољство сер Хамфрија. Хакер тражи савет од Картрајта директно у „The Challenge” и „The Skeleton in the Cupboard”, са тако потенцијално катастрофалним последицама (барем за сер Хамфрија) да сер Хамфри наговештава да ће Картрајт бити премештен на друго радно место.
- Ајлин (Миранда Форбс) је секретарица у канцеларији сер Хамфрија, обично виђена како уводи госте. Виђена је у четири епизоде серије Да, премијеру.
- Познати водитељи који су играли себе укључивали су Роберта Макензија, Лудовика Кенедија и Сју Лоли. Роберт Дагал је редовно играо водитеља вести, што је била и његова стварна професија. Међу осталим водитељима, Николас Вичел се може чути како извештава о Хакеровој посети школи у „The National Education Service”, а Софи Раворт се види на телевизији у обнови из 2013. године.

## Продукција

### Политика
Лин се придружио Кембриџ униону у првој години на Универзитету у Кембриџу јер је мислио да би могао да уђе у политику. „Сви главни дебатанти тамо, са 20 година, били су најнадувенија, најсамозадовољнија, најважнија гомила кловнова коју сам икада видео. Сви су се понашали као да су на владиној предњој клупи, а 20 година касније сви су то и били: Мајкл Хауард; Џон Селвин Гамер; Кенет Кларк. Тада сам схватио да је једини начин на који бих икада могао да допринесем политици исмевање политичара.”... Серија је, дакле, имала за циљ да сатиризује политику и владу уопште, а не било коју одређену странку. Писци су Хакера сместили у центар политичког спектра, и пазили су да седиште његове странке назову „Централна кућа” (комбинација Централне канцеларије Конзервативне странке и лабуристичке Транспортне куће). Термини „лабуристи” и „конзервативци” се пажљиво избегавају током целе серије, у корист термина као што су „странка” или „влада” и „опозиција”. У првој сцени прве епизоде, „Open Government”, Хакер је приказан на проглашењу резултата своје изборне јединице носећи белу розету, док други кандидати носе црвене и плаве розете повезане са две водеће британске странке. Једини изузетак од ове неутралности се дешава врло кратко у „The National Education Service”, када сер Хамфри објашњава Бернарду како се политика свеобухватног образовања задржава кроз узастопне владе, користећи различите аргументе у зависности од тога која је странка на власти. Чак и тада, Хамфри не открива коју странку Џим Хакер представља. Упркос томе, општи правац је био ка смањењу владе, а не ка њеном ширењу. Епизода „Jobs for the Boys”, на пример, одбацила је корпоратизам. Током периода емитовања серија Да, министре и Да, премијеру, владајућа влада Уједињеног Краљевства била је конзервативна, са владом коју је предводила Маргарет Тачер (иако је пилот произведен пре него што је она дошла на власт). Хакеров претходник на месту премијера био је невидљив и неименован, али је утврђено да је мушкарац.
У документарцу из 2004. године, Армандо Јанучи је упоредио Да, министре са Орвеловом Хиљаду деветсто осамдесет четвртом по томе како је утицала на јавно мњење о држави. Иако Лин коментарише да је реч „спин” „вероватно ушла у политички речник од серије”, Јанучи сугерише да нас је серија „научила како да разоткријемо вербалне трикове којима политичари мисле да могу да се извуку пред камерама”. Серија је приказивала медијску свест политичара, одражавајући обуку за односе с јавношћу коју пролазе како би им помогла да се носе са интервјуима и ефикасним читањем са телепромптера. Ово је посебно очигледно у епизоди „The Ministerial Broadcast”, у којој се Хакеру дају савети о ефектима његове одеће и окружења. Епизода „A Conflict of Interest” хумористично исмева различите политичке ставове британских новина кроз њихове читаоце (иако овај материјал није био оригиналан):
Сер Хамфри: Једини начин да разумете штампу је да запамтите да они подржавају предрасуде својих читалаца.
Хакер: Немојте мени да причате о штампи. Ја тачно знам ко чита које новине: Daily Mirror читају људи који мисле да воде земљу; The Guardian читају људи који мисле да би требало да воде земљу; The Times читају људи који заиста воде земљу; Daily Mail читају жене људи који воде земљу; Financial Times читају људи који поседују земљу; Morning Star читају људи који мисле да би земљу требало да води друга земља; а The Daily Telegraph читају људи који мисле да је тако.
Сер Хамфри: Премијеру, а шта је са људима који читају The Sun?

Бернард: Читаоце Sun-а није брига ко води земљу, све док она има велике сисе.
Адам Кертис, у свом троделном ТВ документарцу The Trap, критиковао је серију као „идеолошку пропаганду за политички покрет”, и тврдио да је Да, министре показатељ ширег покрета критике владе и бирократије, усредсређеног на економија јавног избора. Сам Џеј је то подржао:
Заблуда коју је економија јавног избора напала била је заблуда да влада ради искључиво у корист грађана; а то се одражавало тако што смо у свакој [епизоди] програма, у Да, министре, показали да је скоро све о чему влада мора да одлучи сукоб између две групе приватних интереса – интереса политичара и интереса државних службеника који покушавају да унапреде сопствене каријере и побољшају сопствене животе. И зато је економија јавног избора, која објашњава зашто се све то дешавало, била у основи скоро сваке епизоде Да, министре и Да, премијеру.
... Међутим, Џеј је на другом месту нагласио да су он и Лин пре свега били заинтересовани за комичне могућности присутне у влади и бирократији и да нису настојали да промовишу било какву агенду: „Наше једино чврсто уверење на ту тему било је да је боље да се основни сукоби између министара и министарстава изнесу на видело него да се држе у тајности”.

### Инспирација
Писци су били инспирисани разним изворима, укључујући изворе унутар владе, објављени материјал и савремене вести. Џеј је написао да се још 1965. године, под утицајем развоја догађаја у случају Тимоти Еванс, запитао о „обрнутој алхемији” која делује у Вајтхолу, способној да осујети и најстраственијег активисту. Писци су се такође састали са неколико водећих високих државних службеника под покровитељством Краљевског института за јавну управу, труста мозгова за сектор јавних служби, што је довело до развоја неких заплета. Неке ситуације су замишљене као фикција, али се касније испоставило да имају пандане у стварном животу. Епизода „The Compassionate Society” приказује болницу са 500 административних радника, али без лекара, медицинских сестара или пацијената. Лин се сећа да су „након што смо измислили ову апсурдност, открили да постоји шест таквих болница (или веома великих празних крила болница) тачно онако како смо их описали у нашој епизоди”.
У програму који је BBC приказао почетком 2004. године, одајући почаст серији, откривено је да су Џеј и Лин користили информације које су добили од два инсајдера из влада Харолда Вилсона и Џејмса Калахана, наиме Марше Фокендер и Бернарда Донахјуа.‍:98 Објављени дневници Ричарда Кросмана такође су послужили као инспирација. Посебно први од њих описује његове битке са „Дамом”, његовом сталном секретарком, застрашујућом бароницом Шарп, првом женом у Британији на тој позицији.... Епизода под називом „The Moral Dimension”, у којој Хакер и његово особље учествују у шеми тајног конзумирања алкохолних пића на трговинској мисији у измишљеној исламској држави Кумран, заснована је на стварном инциденту који се догодио у Пакистану, у који су били укључени Калахан и Донахју, који је касније обавестио Џеја и Лина о том инциденту. Џеј каже: „Не могу вам рећи где, не могу вам рећи када и не могу вам рећи ко је био умешан; све што могу да вам кажем је да смо знали да се то заиста догодило. Зато је било тако смешно. Нисмо могли да смислимо ствари смешније од стварних ствари које су се догодиле.” Медијски историчар Ендру Крисел сугерише да је серија била „обогаћена сумњом гледалаца да је оно што гледају нездраво блиско стварном животу”.
Спајајући инспирацију и инвентивност, Лин и Џеј су радили на причи „од три дана до две недеље”, а требало им је само „четири јутра да напишу сав дијалог. Након што смо написали епизоду, показали бисмо је неким тајним изворима, увек укључујући некога ко је био стручњак за дотичну тему. Они би нам обично дали додатне информације које су, пошто су биле истините, обично биле смешније од било чега што смо могли смислити.” Дизајнерке Валери Ворендер и Глорија Клејтон добиле су приступ салама за састанке кабинета и државним салонима. Из безбедносних разлога, распоред соба је промењен, а погледи кроз прозоре никада нису приказани, како би се сакрио распоред зграда. Лин је у интервјуу 2007. рекао да су он и Џеј имали два главна извора који су радили у Даунинг стриту бр. 10, који су их упознали са другима, и да су користили ручкове са својим изворима да добију информације. „Свако у влади има неки свој интерес, свако жели да се његово мишљење изрази у медијима, и што се више пењу, то постају недискретнији... Сви 'цуре' као сита, све док знају да неће бити идентификовани.”

### Уводна шпица и музика
Уводну шпицу је нацртао уметник и карикатуриста Џералд Скарф, који је пружио препознатљиве карикатуре Едингтона, Хоторна и Фоулдса у њиховим улогама како би представио изобличење. Анимирао их је као „самоцртајуће” тако што је позиционирао камеру изнад свог папира, додавао делове линија, а затим фотографисао два кадра одједном. Секвенца се завршавала насловом епизоде постављеним преко факсимила издања Недељног информативног билтена Дома комуна. Занимљиво, легенда Састављено у Канцеларији за јавно информисање Библиотеке Дома комуна је остављена у секвенци. Скарф је креирао други сет графика за Да, премијеру, укључујући различиту насловну картицу за сваку епизоду. Дерек Фоулдс је желео да купи оригинални цртеж, али није могао да га приушти. У одјавној шпици серије обично су наведена само имена глумаца који су се појавили у тој епизоди, а не имена ликова. Фонт коришћен у шпици је Plantin, уобичајен фонт који се у то време користио у британској штампи. Наслов серије је у подебљаном сажетом фонту, а остали натписи су у подебљаном.
Тему је компоновао Рони Хејзелхерст и углавном се заснива на Вестминстерским квартовима: звонима Биг Бена. Када су га у једном интервјуу питали о утицају Вестминстера, Хејзелхерст је одговорио: „То је све што је. То је најлакша ствар коју сам икада урадио.” Тема има јаку сличност са темом серије To The Manor Born, коју је такође компоновао Хејзелхерст отприлике у исто време.
Значајно другачији сет шпица и музике произведен је за пилот епизоду, „Open Government”, који никада није емитован, али се појављује на ДВД издању. Уводне и одјавне шпице пилота садрже цртеже већине глумачке екипе, али далеко мање преувеличане од Скарфових, док је музика Макса Хариса бржа композиција за лимени дувачки оркестар. Када је пилот емитован као део прве сезоне, ове су замењене познатим шпицама Скарфа и Хејзелхерста.

### Сценарио
Различити идеали и себични мотиви ликова често се супротстављају. Док Хакер повремено приступа неком питању из осећаја идеализма и жеље да се види да побољшава ствари, он на крају види свој реизбор и унапређење на вишу функцију као кључне мере свог успеха. Сходно томе, он мора да изгледа гласачима као ефикасан и одговоран према вољи јавности. Својој странци (и, у првој инкарнацији серије, премијеру) мора да делује као лојалан и ефикасан члан странке. Сер Хамфри, с друге стране, искрено верује да државна служба, будући да је политички непристрасна, има најреалистичнију идеју о томе шта значи „добра управа”, и стога зна шта је најбоље за земљу – уверење које деле његове бирократске колеге.
Хакер види посао владе као „чињење добра”, или конкретније, реформисање земље у складу са политиком сопствене странке: што најчешће значи покретање реформи и уштеда у министарству, смањење нивоа бирократије и смањење броја запослених у државној служби. Чинити то, или барем изгледати као да то чини, је оно што он сматра да доноси гласове. Насупрот томе, сер Хамфри види своју улогу као обезбеђивање да се политика држи што даље од владе и да се status quo одржава као принцип. Али пошто status quo значајно укључује престиж, моћ и утицај државне службе, сер Хамфри покушава да блокира сваки потез који тежи или да спречи даље ширење државне службе или да смањи сложеност њене бирократије.... Велики део хумора серије проистиче из антагонизма између чланова кабинета (који верују да су они главни) и чланова британске државне службе (који верују да они заправо воде земљу). Типична епизода се усредсређује на Хакерово предлагање и спровођење реформе и сер Хамфријево блокирање свих Хакерових приступа. Чешће него не, сер Хамфри га спречава да постигне свој циљ, док умирује Хакера неком позитивном публичношћу, или барем средством да прикрије свој неуспех. Повремено, међутим, Хакер ипак успева, често тако што осујети друге аранжмане или договоре које је сер Хамфри правио иза сцене са другим министрима или државним службеницима. У случају епизода „The Skeleton in the Cupboard” и „The Tangled Web”, Хакер успева да искористи срамотне грешке које је починио сер Хамфри; уцењујући га да усвоји његов став. Сер Хамфри повремено прибегава тактикама као што је називање неке политике „храбром” како би подсетио Хакера да размисли о ставу да ће „контроверзна политика изгубити гласове, док ће храбра изгубити изборе”, и тако ометати спровођење одређене политике. Сер Хамфри, с друге стране, верује да из перспективе државне службе „врло мало значи ко је министар”.
Лик Бернарда Вулија карактерише значајан степен амбивалентности; углавном игра улогу посматрача хладног сукоба између Хакера и сер Хамфрија, углавном се убацујући само да би додао комичан ефекат драми, иако повремено игра одлучујућу улогу у одређивању који противник на крају тријумфује. У почетку, он наивно види свој посао као незаинтересовано спровођење министрових политика, али постепено открива да се то сукобљава са његовом институционалном дужношћу према министарству, а понекад (пошто је сер Хамфри одговоран за формално оцењивање Вулијевог учинка) и са његовим сопственим потенцијалним развојем каријере. Сходно томе, још један понављајући сценарио је онај где Бернард мора да „хода по жици” — то јест, да балансира своје две сукобљене дужности прибегавајући разрађеној опширности (слично сер Хамфрију) како би избегао изглед нелојалности једном, у корист другог. На пример, у „The Skeleton in the Cupboard”, он види важност обавештавања сер Хамфрија да је Хакер напустио своју канцеларију, док истовремено помаже Хакеру у његовим циљевима. Такав је Бернардов успех у обављању овог балансирања, да након треће сезоне, након унапређења сер Хамфрија у секретара Кабинета, када Хакер постане премијер, он тражи да Бернард настави да буде његов главни лични секретар, поново потврђујући перцепцију да је он „високолетач”.
Личне карактеристике сер Хамфрија укључују његове компликоване реченице, његове циничне погледе на владу, и његову снобовштину и надменост. Хакерове особине укључују повремено неодлучност и склоност ка покретању смешних говора у стилу Черчила. Бернард је склон језичкој педантности. Сви ликови су у стању да се у секунди пребаце на потпуно супротно мишљење када је то згодно.

### Кастинг
Најџел Хоторн је раније радио са Ентонијем Џејем и Џонатаном Лином, и он и Пол Едингтон су тврдили да су одмах препознали квалитет сценарија серије, али Џеј и Лин су рекли да су оба глумца тражила сценарио за другу епизоду (и трећи сценарио), након што су прочитали сценарио за пилот, пре него што су се обавезали на серију. Приликом одабира улоге Бернарда, Џонатан Лин је упознао Дерека Фоулдса на вечери, и касније му понудио улогу.
У првој сезони је наступао Френк Вајзел, Хакеров политички саветник (кога је играо Нил Фицвилијам у телевизијској серији, а касније Бил Нај у радио серији). Први слог његовог презимена изговара се „Вајз”, али сер Хамфри и Бернард га упорно зову „Визл” (ласица). Вајзел се не појављује након прве сезоне, након што је прихватио позицију у квангу (Квази-аутономна невладина организација) задуженом за истраживање именовања других квангоа, система државних одликовања и „послова за момке”. Лик је избачен јер су Џеј и Лин сматрали да убацивање лика који се бави партијским политичким питањима одвлачи пажњу од фокуса на тензију између владе и државне службе.
Прва сезона серије Да, премијеру увела је Дороти Вејнрајт (коју је играла Дебора Нортон) као веома способну специјалну политичку саветницу премијера. Њено искуство и увид у многе трикове државне службе обезбеђују трајно међусобно неповерење између ње и сер Хамфрија и пружају непроцењиво друго мишљење за Хакера. Сер Хамфри често иритира Дороти обраћајући јој се са „драга дамо”, док га она повремено зове „Хампи”.... Хакеров кућни живот се повремено приказује током серије. Његова супруга Ени (Дајана Ходинот) је углавном подржава, али је понекад фрустрирана поремећајима изазваним политичком каријером њеног мужа и понекад је помало цинична према политици свог мужа. У једној епизоди, његова ћерка студенткиња социологије, Луси (Џери Каупер), постаје еколошка активисткиња, водећи кампању против намере министарства да уклони заштићени статус шумовитог подручја за које се верује да га насељавају јазавци. Сер Хамфри је лажно уверава да у шуми нема јазаваца већ неколико година.
Сер Хамфри често разговара о стварима са другим сталним секретарима, који делују подједнако сардонично и уморно, и са секретаром кабинета (кога на крају наслеђује у Да, премијеру), сер Арнолдом Робинсоном (Џоном Нетлтоном), архетипом цинизма, охолости и завереничке стручности. Сер Френк Гордон, стални секретар Трезора, је пријатељ и често ривал док се боре за превласт у државној служби. Прилично контраинтуитиван поглед на државну управу који приказује сер Хамфри потпуно се подразумева у државној служби.
Скоро све епизоде (са изузетком углавном ранијих из прве сезоне) завршавају се тако што један од ликова (обично сер Хамфри) каже „Да, министре” или једном, „Mais oui, премијеру” у епизоди „Дипломатски инцидент” која се бавила преговорима са председником Француске. Свака епизода прве серије била је мање-више самостална, али прве две епизоде Да, премијеру имале су лабави заплет који се односио на Хакерове покушаје да реформише оружане снаге Уједињеног Краљевства, док је друга углавном била посвећена завршавању прича и развоја ликова који су виђени током серије Да, министре.

## Епизоде
Снимљено је укупно 38 епизода, и све осим једне трају 30 минута. Снимане су на видео-траци пред публиком у студију, што је била стандардна пракса BBC-ја за ситуационе комедије у то време. Глумци нису уживали у снимању јер су сматрали да их публика у студију ставља под додатни притисак. Лин, међутим, каже да је публика у студију на звучној траци била неопходна јер је смех „заједничка ствар”. Смех је такође деловао као врста осигурања: Џеј примећује да политичари не би могли да врше притисак на BBC да не „емитује овакве глупости” ако се „200–250 људи ваља од смеха”. Повремено су постојали филмски инсерти са локацијских секвенци, а неки кадрови Хакера како путује у свом аутомобилу постигнути су помоћу хрома ки. Сваки програм се обично састојао од око шест сцена. У време серије Да, премијеру, продуцентима је било дозвољено да користе саму Даунинг стрит за неке спољашње снимке, најзначајније у епизоди „Кључ” где сер Хамфри мора поново да уђе у зграду кроз врата броја 10. Већина епизода се завршава тако што сер Хамфри Еплби каже Џиму Хакеру: „Да, министре” или „Да, премијеру”, како је прикладно.... Пилот је произведен 1979. године, али није одмах емитован из страха да би могао утицати на резултате општих избора у Великој Британији у мају 1979. Коначно је емитован 25. фебруара 1980. Да, министре је имала три сезоне, свака са седам епизода, између марта 1980. и 1982. године. Уследила су два божићна специјала: један 10-минутни скеч као део антологије коју је представио Френк Мјур, а затим једносатни „Party Games” 1984. године. Догађаји из ове епизоде довели су до Хакеровог уздизања на место премијера, што се надовезало на наставак, Да, премијеру. Ова серија је првобитно имала две сезоне, свака са осам епизода, од 1986. до 1988. године.
У Великој Британији серија се редовно репризира на ТВ-у, укључујући канале BBC и That's TV.

### Рибут
У јануару 2013, нова серија Да, премијеру покренута је на телевизијском каналу Gold. Џим Хакер је сада приказан као вођа коалиционе владе, док се суочава са економском кризом, лидерском кризом свог коалиционог партнера и независношћу Шкотске. Обновљену серију продуцирао је BBC за Gold.

## Пријем
Серија је остварила високу гледаност и преко 90 на Индексу апресијације публике. Критичари, као што су Ендру Дејвис у Times Educational Supplement и Армандо Јанучи, приметили су да је серија имала висока очекивања од своје публике. Лин тврди да је публика интелигентнија него што већина ситуационих комедија, често патронизирајући, сматра. Џеј верује да су гледаоци били једнако интелигентни као и писци, али да је било неких ствари које су требали да знају, а нису.
Да, министре је освојила награду БАФТА за најбољу комичну серију за 1980, 1981. и 1982. годину, а специјал „Party Games” је номинован у категорији најбољег лаког забавног програма за 1984. годину. Да, премијеру је била у ужем избору за најбољу комичну серију за 1986. и 1987. годину. Глума Најџела Хоторна као сер Хамфрија Еплбија освојила је награду БАФТА за најбољу изведбу у лакој забави четири пута (1981, 1982, 1986. и 1987). Едингтон је такође био номинован у сва четири наврата. Најџел Хоторн је награђен за најбољег глумца у лаком забавном програму на додели Broadcasting Press Guild награда 1981. године.
Да, министре је заузела шесто место у анкети BBC-ја из 2004. године за најбољи британски ситком. На листи 100 најбољих британских телевизијских програма коју је саставио Британски филмски институт 2000. године, а гласали су професионалци из индустрије, Да, министре и Да, премијеру су заједно заузели девето место. Такође су заузели 14. место у анкети Channel 4-а The Ultimate Sitcom, коју су спровели људи који раде на ситкомима.
Неки политиколози наводе серију због њеног тачног и софистицираног приказа односа између државних службеника и политичара, и цитира се у неким уџбеницима о британској политици. Неки политиколози су је сматрали одразом модела јавног избора, који је подстицао „конзервативну агенду уравнотежених буџета и смањене државне потрошње”. The Washington Post је сматрао да су њене „идеје биле у центру администрација Тачерове и Роналда Регана у Британији и Сједињеним Државама, које су фаворизовале смањење владе и пребацивање њених функција у приватни сектор”.... Серија је похваљена од стране критичара и политичара, и наводно су емисије биле популарне у владиним круговима. Гинисова телевизијска енциклопедија сугерише да су „прави политичари... уживали у циничном одбацивању интрига у Вајтхолу и увидима у махинације владе”. Лорд Донахју, обожавалац серије који је био шеф јединице за политику Џејмса Калахана у Даунинг стриту 10 од 1976. до 1979, приметио је да су, када се Лабуристичка партија вратила на власт 1997. после 18 година у опозицији, бројни млађи министри толико озбиљно схватили односе са државним службеницима како су их приказали Џеј и Лин, да су били претерано опрезни према високим званичницима и дозволили да та сумња утиче на њихово понашање.
Да, министре и Да, премијеру биле су омиљени програм тадашње премијерке, Маргарет Тачер. Рекла је за The Daily Telegraph да јој је „јасно приказан приказ онога што се дешава у ходницима моћи пружио сате чисте радости”. Џералд Кауфман је то описао као „Поштовани Фауст посланик, стално опседнут лукавствима сер Мефистофела”. Као присталица Тачерове, Џеј је прихватио њено уважавање, иако је левичарскији Лин био забринут.
Тачерова је извела кратак скеч са Едингтоном и Хоторном 20. јануара 1984. на церемонији где су писци добили награду од Мери Вајтхаус-ове NVLA, догађај овековечен на насловној страни сатиричног часописа Private Eye. Ауторство скеча је нејасно. У Најбољем британском ситкому, Бернард Ингам каже да га је он написао; други извори приписују Тачеровој искључиво ауторство, док Мајкл Кокерел каже да га је написала уз Ингамову помоћ. Други извор приписује ауторство Чарлсу Пауелу. Глумци, који су у то време глумили у одвојеним представама на Вест Енду, нису били одушевљени идејом и замолили су Лина да их „извуче” из тога. Писац, међутим, није био у позицији да помогне. Хоторн каже да су он и Едингтон замерали Тачеровој покушаје да „искористи” њихову популарност. Ингам каже да је то „прошло сјајно”, док Лин то назива „ужасним скечом” који је био смешан само зато што га је Тачерова изводила. Примајући награду од NVLA, Лин се захвалио Тачеровој „што је заузела своје заслужено место у области ситуационе комедије”. Сви, осим премијерке, су се насмејали.
Када је Пол Едингтон посетио Аустралију током 1980-их, тадашњи аустралијски лидер, Боб Хок, који је био обожавалац серије, третирао га је као гостујућег британског премијера. На једном митингу, Хок је рекао: „Не желите да слушате мене; желите да слушате правог премијера”, приморавајући Едингтона да импровизује. У интервјуу за промоцију прве сезоне Да, премијеру, Дерек Фоулдс је рекао да „обе политичке стране верују да сатиризује њихове противнике, а државни службеници је воле јер их приказује као моћније од обе. И наравно, воле је јер је све тако аутентично”. Серија је добро примљена у Сједињеним Државама, емитујући се на A&E Network и више пута на јавној телевизији.

## Међународне верзије
У интервјуу из 2024, Лин је рекао да су он и Џеј неколико пута контактирани у вези са стварањем америчке верзије серије, али су сматрали да су системи власти превише различити. У интервјуу из 2003, такође је рекао да је америчка сензибилност склонија породично оријентисаним или инспиративним серијама попут Западног крила, али је истакао Сви градоначелникови људи као серију са сатиричнијим приступом.
Серија је неколико пута прерађена на међународном нивоу, иако понекад незванично.
Серија је прерађена у Португалу 1996. године као Sim, Sr. Ministro на португалском каналу TVI. Имена ликова, локације и институције су промењени да одражавају португалску стварност, али заплети епизода прате оригинале. Произведено је и приказано укупно 26 епизода између 1996. и 1997. године.
Not My Department је инспирацију црпела и из Да, министре и из The Governor General's Bunny Hop Чарлса Гордона, савремене сатире канадске политике. За разлику од Да, министре, Not My Department је смештена готово у потпуности међу државне службенике, док се министар за регионалне подстицајне циљеве појављивао само повремено путем видео-траке — често зато што се надао да ће избећи најновији скандал продуженим обиласцима региона. Not My Department је емитована на Канадској радиодифузној корпорацији 1987. године.
Ji Mantriji (буквално „Да, министре” на хиндију) је индијска адаптација Да, министре. Емитована је на каналу Star Plus компаније STAR TV уз дозволу BBC-ја. Ji Mantriji приказује Фарука Шеика као Сурју Пракаша Синга, министра за административне послове, и Џајанта Крипаланија као секретара министарства. Заплети су били исти као у оригиналу, са одговарајућим изменама у индијском контексту.
Sayın Bakanım („Драги министре” на турском) је турска адаптација Да, министре која се емитовала 2004. године. У серији су глумили признати глумци Халук Билгинер, Кенан Ишик и Али Сунал. Sayin Bakanim је отказана након 14 епизода. Иако су постојале гласине да је серија укинута због упозорења владе, продуцент серије је то негирао. Уместо тога, објаснио је да је разлог била ниска гледаност.
Аустралијске серије The Hollowmen и Utopia су такође инспирисане серијом Да, министре.... Украјинска серија Слуга народа такође црпи инспирацију из серије у својим заплетима и темама.
Израелски ситком Полишук, такође направљен по узору на Да, министре, емитован је у две сезоне на каналу 2 Keshet Broadcasting.
Холандска прерада је направљена од стране S&V Fiction за VPRO, у трајању од 11 епизода, под називом Ja, Bewindsman (Жао нам је, министре). У холандској верзији, сер Хамфри је жена, а Бернард је Мароканац по имену Мухамед.

## У другим медијима

### Позориште
Џеј и Лин су поново сарађивали како би продуцирали позоришну представу под називом Да, премијеру. Играла се од 13. маја до 5. јуна 2010. у Chichester Festival Theatre. Ова продукција је поново постављена у Gielgud Theatre у лондонском Вест Енду од 17. септембра 2010. до 15. јануара 2011. Главну глумачку поставу чинили су Дејвид Хејг као Џим Хакер, Хенри Гудман као сер Хамфри, Џонатан Слингер као Бернард Вули и Емили Џојс као Клер Сатон, Хакерова специјална саветница за политику.
Лин је написао још једну представу Жао ми је, премијеру, не могу тачно да се сетим која се фокусира на остарелог пензионисаног Хакера и сер Хамфрија. Први пут је изведена 2023. године. Кристофер Бјанки је играо Хакера, док је Клајв Френсис тумачио Хамфрија. Дана 8. маја 2025. објављено је да ће продукција Жао ми је, премијеру бити отворена у лондонском позоришту Аполо, са Грифом Рисом Џонсом и Клајвом Френсисом у главним улогама. Продукција ће трајати 12 недеља од 30. јануара 2026.

### Радио
Шеснаест епизода серије Да, министре адаптирано је и поново снимљено за емитовање на BBC Radio 4, при чему је главна глумачка постава поновила своје улоге. Продуцирао их је Пит Аткин, а емитоване су у две сезоне, свака са осам епизода. Прва сезона емитована је од 18. октобра до 6. децембра 1983, а друга првобитно од 9. октобра до 27. новембра 1984. Комплетан сет је објављен на касети у фебруару 2000, а на компакт-диску у октобру 2002. Серија је поновљена на дигиталној радио станици BBC Radio 7 почетком 2007. и на BBC Radio 4 Extra у новембру 2013. Серија је поново поновљена на BBC Radio 4 Extra 2018. године.
Године 1997, Дерек Фоулдс је поновио улогу Бернарда Вулија да чита књигу Ентонија Џеја Како победити сер Хамфрија: Водич за сваког грађанина у борби против бирократије. Емитована је у три дневна дела на Радију 4 од 29. септембра до 1. октобра 1997. и објављена од стране BBC Audiobooks на касети у октобру 1997.

### Церемонија
Тадашња британска премијерка, Маргарет Тачер, била је толико одушевљена серијом да је и сама написала скеч (заједно са својим секретаром за штампу Бернардом Ингамом). У њему је играла себе као премијерку, Пол Едингтон је играо Џима Хакера, а Најџел Хоторн сер Хамфрија. Изведен је на додели награда Националног удружења гледалаца и слушалаца 1984. године.

## У другим земљама
Обе серије су емитоване у Скандинавији током 1980-их.
Обе серије су такође емитоване у Чешкој Републици (ЧТ2) петком увече заједно са другим „бриткомима”.
Израелска радиодифузна управа емитовала је обе серије почетком до средине 1980-их, где су обе стекле широку популарност.
Након што је 7 епизода прве серије Да, министре емитовано на Кинеској централној телевизији у континенталној Кини под називом Да, министре (是，大臣), Чен Сјуји, бивши директор фабрике за превођење и продукцију Шангајске фабрике за превођење филмова, преминуо је, и није било наследника преводиоца, па је емитовање морало да се заустави. Тек 2021. године је уведено са видео веб-сајтова. Године 2024. емитовано је на Youku и Bilibili, а BBC Entertainment је уведен у Тајван да га преведе као Министар (部长大人). Хонгконшки TVB Pearl је такође емитовао ову драму. Тадашњи кинески назив био је Премијеру, шта желите? (首相你想点).
Објављене су најмање три верзије превода поједностављеног кинеског издања „Да, министре”. Једна од њих, верзија BBC књиге The Complete Yes Minister (遵命大臣：内阁大臣海克尔日记), објављена је у Пекингу 1991. године. Кинески преводилац била је Ченг Хонг, чији је супруг Ли Кећанг касније постао премијер Народне Републике Кине.... Обе серије су емитоване у Сједињеним Државама на неким PBS станицама током 1980-их, обично у недељном вечерњем блоку британске комедије, а емитоване су на ПБС станицама и 2021. године.
У Западној Немачкој, све три сезоне серије „Да, министре” емитоване су 1987. године (немачки наслов: Yes Minister), а прва сезона серије „Да, премијеру” 1988. године (немачки наслов: Yes Premierminister) на националном јавном емитеру ARD; репризе су се приказивале током 1990-их на неким од јавних регионалних канала. Емитоване су у двојезичном режиму, омогућавајући власницима стерео уређаја да бирају између немачке синхронизације и оригиналног енглеског звука. Свака епизода је скраћена за око 5 минута како би се оставило време за најаву водитеља, што је била уобичајена пракса у то време. Друга сезона серије „Да, премијеру” никада није емитована у Немачкој, тако да за њу не постоји немачка синхронизација нити немачки називи епизода. Немачко ДВД издање (децембар 2013) одражава ове измене; садржи епизоде у пуној дужини, али током монтираних делова пребацује немачки звук на енглески, и изоставља другу сезону серије „Да, премијеру”. Књиге The Complete Yes Minister и The Complete Yes, Prime Minister такође су преведене на немачки као Yes Minister ( 3-442-08636-1) и Yes Premierminister ( 3-442-08892-5).
У Шпанији, серија је емитована под називом „Sí ministro”.

## Издања и други производи

### Видео издања
BBC је издао неке епизоде серије „Да, министре” и све епизоде серије „Да, премијеру” на ВХС-у. Поново су издаване и препакиване у различитим тренуцима. Комплетну колекцију је издао BBC преко Warner Home Video на Регион 1 ДВД-у у октобру 2003. године. Чини се да је Warner додао РЦЕ регионално кодирање на појединачно издање друге сезоне серије „Да, министре”, али нема сличних пријављених проблема при репродукцији комплетне колекције. BBC је, преко 2 Entertain Video, такође издао неколико Регион 2 ДВД-ова:
- Yes Minister: Series One (BBCDVD1047), објављено 1. октобра 2001.
- Yes Minister: Series Two (BBCDVD1120), објављено 30. септембра 2002.
- Yes Minister: Series Three & "Party Games" (BBCDVD1188), објављено 29. септембра 2003.
- The Complete Yes Minister (BBCDVD1462), објављено 15. новембра 2004.
- Yes, Prime Minister: Series One (BBCDVD1365), објављено 4. октобра 2004.
- Yes, Prime Minister: Series Two (BBCDVD1729), објављено 9. маја 2005.
- The Complete Yes Minister & Yes, Prime Minister, објављено 16. октобра 2006.
- Yes Minister & Yes, Prime Minister - The Complete Collection (BBCDVD4448), објављено 12. октобра 2020.

Поновно покренута серија из 2013. на каналу Gold објављена је 25. фебруара 2013.
- Yes, Prime Minister: Series One

Нетфликс је раније стримовао обе серије претплатницима. Све четири серије су такође доступне за куповину и преузимање преко iTunes-а и сличних програма. Епизоде су доступне на BBC iPlayer у Великој Британији и Britbox у Сједињеним Државама.

### Књиге
На основу серије настало је неколико књига. Сценарији су уређени и претворени у прозу, а објавио их је BBC Books у форми дневника. Сцене које нису укључивале Хакера попримиле су облик приватних белешки између државних службеника, или „интервјуа” и писане кореспонденције других ликова. У неким случајевима, новелизације су додавале додатне детаље, док су неке постојеће детаље проширивале. На пример, у новелизацији за „Званичну посету”, сер Хамфри успева да збуни Хакера набрајањем мноштва акронима — без објашњења, остављајући Хакера да се мучи са бесмислицама.
Три серије „Да, министре” објављене су као меке корице 1981, 1982. и 1983. године, пре него што су спојене у ревидирано тврдокоричено омнибус издање, The Complete Yes Minister: The Diaries of a Cabinet Minister, 1984. године. Два тома Yes, Prime Minister: The Diaries of the Right Hon. James Hacker објављена су 1986. и 1987. године, пре него што су постала доступна као омнибус издање 1988. године. Обе серије су објављене као омнибус издања у меким корицама 1989. године:
- The Complete Yes Minister  978-0-563-20665-1
- The Complete Yes, Prime Minister  0-563-20773-6

Књига сер Антонија Џеја How to Beat Sir Humphrey: Every Citizen's Guide to Fighting Officialdom ( 0-9528285-1-0) објављена је у априлу 1997. године. Илустровали су је Џералд Скарф и Шон Вилијамс. Дерек Фаулдс ју је читао на Radiju 4 касније те године.
The "Yes Minister" Miscellany објављен је у октобру 2009. године.
Сценарио представе, Да, премијеру, објављен је у меким корицама од стране Faber & Faber 2010. године ( 978-0-571-26070-6).
Књига Грејема Мекана 'A Very Courageous Decision: The Inside Story of Yes Minister' објављена је од стране Aurum Books у октобру 2014. године ( 978-1781311899).

### Видео-игра
Видео-игра Yes, Prime Minister објављена је 1987. године за Amstrad CPC, BBC Micro, Commodore 64, MS-DOS и ZX Spectrum. Играч преузима улогу премијера Џима Хакера на недељу дана док се креће кроз састанке са сер Хамфријем, Бернардом Вулијем и другим владиним званичницима, доносећи одлуке о наизглед мањим владиним политикама које ипак утичу на рејтинг одобравања премијера до краја недеље.

## У популарној култури
Године 2005, BBC Four је покренуо серију The Thick of It, коју је редитељ Армандо Јанучи описао као „Да, министре среће Лери Сендерс шоу”, а The Daily Telegraph ју је назвао „Да, министре за лабуристичке године”.
Као адаптацију The Thick of It, Армандо Јанучи је такође креирао и режирао Veep, америчку политичку сатиричну хумористичку телевизијску серију. Пошто Сједињене Државе имају председнички систем другачији од парламентарног система Уједињеног Краљевства, серија се уместо тога фокусира на фиктивну потпредседницу Сједињених Држава и њено особље. Обе серије, Да, министре и Veep, имају премијера/председника који се никада не приказује на екрану, али је ипак веома утицајан у заплету; и у обе серије, невидљиви премијер/председник на крају подноси оставку, што доводи до тога да оба протагониста касније постану премијер/председник.
У анкети из 2006. године, британски посланици су изгласали Да, министре за највећу политичку комедију свих времена.
У јануару 2025. године, британска влада је објавила да ће нова колекција алата вештачке интелигенције намењена помоћи државним службеницима у њиховом раду бити названа Хамфри, по лику сер Хамфрија Еплбија из серије Да, министре.